# Gens Terentia
Gens Terentia var en romersk plebejsläkt, med anor från Sabinerlandet. Släkten hade flera grenar, däribland Culleo, Lucanus, och Varro. Manliga medlemmar av ätten kallades Terentius och kvinnliga Terentia. Skalden Terentius tillhörde dock inte släkten, utan var först slav och upptog namnet för att hedra sin husbonde som frigav honom.
- Quintus Terentius Culleo, under andra puniska kriget tillfångatagen av kartagerna, utlämnades 201 f.Kr., blev folktribun och pretor samt användes flera gånger i diplomatiska värv.
- Quintus Terentius Culleo, Ciceros och Pompejus vän, bekant i historien om den tidens medborgarkrig.
- Terentius Maximus, utgav sig i Asien för Nero och flydde till parterna samt gav därigenom måhända upphov till de kristna apokalyptiska sägnerna om vilddjuret.
- Marcus Terentius Varro, historiker och författare
- Gajus Varro, konsul
- Publius Terentius Varro Atacinus, poet
- Quintus Terentius Scaurus, grammatiker
- Terentia, Ciceros hustru
- Terentia Alba, kejsar Othos mor